# فولتا الغارف 2023
فولتا الغارف 2023 (بالبرتغالية: Volta ao Algarve de 2023‏) هو سباق دراجات هوائية من فئة  2.1، وهو الموسم التاسع والأربعين من فولتا الغارف، وأقيم خلال الفترة من 15 فبراير 2023، وحتى 19 فبراير 2023.
فاز بالمركز الأول دانييل مارتينيز، وفاز بالمركز الثاني فيليبو غانا، وفاز بالمركز الثالث Ilan Van Wilder ‏، وفاز في ترتيب النقاط ماغنوس كورت نيلسن، وفاز في تصنيف الجبال كاسبر أصغرين، وفاز في ترتيب الفرق فريق إنيوس، وفاز في ترتيب النقاط للشباب Oscar Onley ‏.

## الفرق
| فرق عالمية (12)- Alpecin-Deceuninck - Arkéa-Samsic - Bora-Hansgrohe - EF Education-EasyPost - Groupama-FDJ - Ineos Grenadiers - Intermarché-Circus-Wanty - Jumbo-Visma - Soudal Quick-Step - Team DSM - Trek-Segafredo - UAE Team Emirates فرق برو (4)- كاجا رورال-سيغوروس 2023 ‏ - Human Powered Health - سويس ريسينغ أكادمي 2023 ‏ - أونو اكس برو سايكلنج تيم 2023 ‏ فرق قارية (9)- أنترت فيرينسي ‏ - AP Hotels & Resorts–Tavira–SC Farense ‏ - Louletano Desportos Clube (cycling) ‏ - Credibom–LA Alumínios–Marcos Car ‏ - إيفابيل سيلينج ‏ - Sabgal–Anicolor ‏ - كيلي - سيمولدز يو دي أو 2023 ‏ - Rádio Popular–Paredes–Boavista ‏ - Tavfer–Ovos Matinados–Mortágua ‏ |  |
| |  |

## المراحل
| قائمة المراحل | قائمة المراحل | قائمة المراحل                              | قائمة المراحل  | قائمة المراحل | قائمة المراحل | قائمة المراحل     | قائمة المراحل     |
| المرحلة       | التاريخ       | الدورة                                     |                | المسافة (كم)  | الارتفاع      | الفائز بالمرحلة   | القائد العام      |
| ------------- | ------------- | ------------------------------------------ | -------------- | ------------- | ------------- | ----------------- | ----------------- |
| المرحلة 1     | 15 فبراير     | بُرتِماو – لاغوس                             | مرحلة مستوية   | 200٫2         | 2301 م        | ألكسندر كريستوف   | ألكسندر كريستوف   |
| المرحلة 2     | 16 فبراير     | Sagres (Vila do Bispo) ‏ – Fóia (mountain) ‏ | مرحلة جبلية    | 186٫3         | 3411 م        | ماغنوس كورت نيلسن | ماغنوس كورت نيلسن |
| المرحلة 3     | 17 فبراير     | فارو – طبيرة                               | مرحلة مستوية   | 203٫1         | 2369 م        | ماغنوس كورت نيلسن | ماغنوس كورت نيلسن |
| المرحلة 4     | 18 فبراير     | البحيرة – Alto do Malhão ‏                  | مرحلة جبلية    | 177٫9         | 3203 م        | توم بيدكوك        | توم بيدكوك        |
| المرحلة 5     | 19 فبراير     | لَجُوَة – لَجُوَة                                | فردي ضد الساعة | 24٫4          | 308 م         | ستيفان كونغ       | دانييل مارتينيز   |

## النتيجة

### مرحلة 1
هي مرحلة مستوية، أقيمت في 15 فبراير 2023، وامتدّت لمسافة 200.2 كيلومتر. فاز بالمركز الأول، وتصدر ترتيب النقاط والترتيب العام في نهاية المرحلة ألكسندر كريستوف، وتصدر ترتيب التسلق António Ferreira ‏، وتصدر ترتيب النقاط للشباب Pavel Bittner ‏، وتصدر ترتيب الفرق تريك سيغافريدو.
| التصنيف العام         | التصنيف العام       | التصنيف العام             | التصنيف العام | التصنيف العام |
| العداء                | العداء              | الفريق                    | الوقت         |               |
| --------------------- | ------------------- | ------------------------- | ------------- | ------------- |
| 1                     | ألكسندر كريستوف     | أونو اكس برو سايكلنج تيم ‏ | 4 س 49 د 15 ث |               |
| 2                     | Jordi Meeus ‏        | بورا هانسغروه             | + 4 ث         |               |
| 3                     | Søren Wærenskjold ‏  | أونو اكس برو سايكلنج تيم ‏ | + 6 ث         |               |
| 4                     | فابيو جاكوبسن       | Soudal Quick-Step         | + 10 ث        |               |
| 5                     | Pavel Bittner ‏      | Team DSM                  | + 10 ث        |               |
| 6                     | Paul Penhoët ‏       | Groupama-FDJ              | + 10 ث        |               |
| 7                     | Natnael Tesfatsion ‏ | تريك سيغافريدو            | + 10 ث        |               |
| 8                     | Timo Kielich ‏       | Alpecin-Deceuninck        | + 10 ث        |               |
| 9                     | إدوارد ثيونس        | تريك سيغافريدو            | + 10 ث        |               |
| 10                    | Tim van Dijke ‏      | جومبو-فيسما               | + 10 ث        |               |
|                       |                     |                           |               |               |
| مصدر: ProCyclingStats |                     |                           |               |               |

### مرحلة 2
هي مرحلة جبلية، أقيمت في 16 فبراير 2023، وامتدّت لمسافة 186.3 كيلومتر. فاز بالمركز الأول، وتصدر الترتيب العام في نهاية المرحلة ماغنوس كورت نيلسن، وتصدر ترتيب التسلق António Ferreira ‏، وتصدر ترتيب الفرق إي أف إديوكيشن نيبو، وتصدر ترتيب النقاط للشباب Frederik Wandahl ‏، وتصدر ترتيب النقاط ألكسندر كريستوف.
| التصنيف العام         | التصنيف العام     | التصنيف العام            | التصنيف العام | التصنيف العام |
| العداء                | العداء            | الفريق                   | الوقت         |               |
| --------------------- | ----------------- | ------------------------ | ------------- | ------------- |
| 1                     | ماغنوس كورت نيلسن | EF Education-EasyPost    | 9 س 56 د 20 ث |               |
| 2                     | Ilan Van Wilder ‏  | Soudal Quick-Step        | + 4 ث         |               |
| 3                     | روي كوستا         | Intermarché-Circus-Wanty | + 6 ث         |               |
| 4                     | جاي هيندلي        | بورا هانسغروه            | + 10 ث        |               |
| 5                     | فالنتين مادواس    | Groupama-FDJ             | + 10 ث        |               |
| 6                     | توبياس فوس        | جومبو-فيسما              | + 12 ث        |               |
| 7                     | باوك موليما       | تريك سيغافريدو           | + 12 ث        |               |
| 8                     | Nicola Conci ‏     | Alpecin-Deceuninck       | + 12 ث        |               |
| 9                     | João Almeida      | فريق الإمارات            | + 12 ث        |               |
| 10                    | سيرجيو هيغويتا    | بورا هانسغروه            | + 12 ث        |               |
|                       |                   |                          |               |               |
| مصدر: ProCyclingStats |                   |                          |               |               |

### مرحلة 3
هي مرحلة مستوية، أقيمت في 17 فبراير 2023، وامتدّت لمسافة 203.1 كيلومتر. فاز بالمركز الأول، وتصدر الترتيب العام في نهاية المرحلة ماغنوس كورت نيلسن.
| التصنيف العام         | التصنيف العام     | التصنيف العام            | التصنيف العام  | التصنيف العام |
| العداء                | العداء            | الفريق                   | الوقت          |               |
| --------------------- | ----------------- | ------------------------ | -------------- | ------------- |
| 1                     | ماغنوس كورت نيلسن | EF Education-EasyPost    | 15 س 01 د 18 ث |               |
| 2                     | روي كوستا         | Intermarché-Circus-Wanty | + 18 ث         |               |
| 3                     | Ilan Van Wilder ‏  | Soudal Quick-Step        | + 20 ث         |               |
| 4                     | فالنتين مادواس    | Groupama-FDJ             | + 26 ث         |               |
| 5                     | جاي هيندلي        | بورا هانسغروه            | + 26 ث         |               |
| 6                     | توم بيدكوك        | Ineos Grenadiers         | + 26 ث         |               |
| 7                     | فيليبو غانا       | Ineos Grenadiers         | + 27 ث         |               |
| 8                     | توبياس فوس        | جومبو-فيسما              | + 28 ث         |               |
| 9                     | باوك موليما       | تريك سيغافريدو           | + 28 ث         |               |
| 10                    | João Almeida      | فريق الإمارات            | + 28 ث         |               |
|                       |                   |                          |                |               |
| مصدر: ProCyclingStats |                   |                          |                |               |

### مرحلة 4
هي مرحلة جبلية، أقيمت في 18 فبراير 2023، وامتدّت لمسافة 177.9 كيلومتر. فاز بالمركز الأول، وتصدر الترتيب العام في نهاية المرحلة توم بيدكوك.
| التصنيف العام         | التصنيف العام     | التصنيف العام            | التصنيف العام  | التصنيف العام |
| العداء                | العداء            | الفريق                   | الوقت          |               |
| --------------------- | ----------------- | ------------------------ | -------------- | ------------- |
| 1                     | توم بيدكوك        | Ineos Grenadiers         | 19 س 30 د 13 ث |               |
| 2                     | Ilan Van Wilder ‏  | Soudal Quick-Step        | + 5 ث          |               |
| 3                     | João Almeida      | فريق الإمارات            | + 7 ث          |               |
| 4                     | سيرجيو هيغويتا    | بورا هانسغروه            | + 17 ث         |               |
| 5                     | جاي هيندلي        | بورا هانسغروه            | + 21 ث         |               |
| 6                     | روي كوستا         | Intermarché-Circus-Wanty | + 22 ث         |               |
| 7                     | دانييل مارتينيز   | Ineos Grenadiers         | + 23 ث         |               |
| 8                     | ماغنوس كورت نيلسن | EF Education-EasyPost    | + 27 ث         |               |
| 9                     | فيليبو غانا       | Ineos Grenadiers         | + 31 ث         |               |
| 10                    | توبياس فوس        | جومبو-فيسما              | + 32 ث         |               |
|                       |                   |                          |                |               |
| مصدر: ProCyclingStats |                   |                          |                |               |

### مرحلة 5
هي مرحلة من نوع سباق زمن فردي، أقيمت في 19 فبراير 2023، وامتدّت لمسافة 24.4 كيلومتر. فاز بالمركز الأول ستيفان كونغ، وتصدر الترتيب العام في نهاية المرحلة دانييل مارتينيز.

## المشاركون
| Alpecin-Deceuninck ADC | Alpecin-Deceuninck ADC | Alpecin-Deceuninck ADC |
| ---------------------- | ---------------------- | ---------------------- |
| م                      | عداء                   | مرتبة                  |
| 1                      | كوينتن هيرمانز         | 42                     |
| 2                      | جيمي يانسون            | 82                     |
| 3                      | كريستيان سباراغلي      | 49                     |
| 4                      | توبياس باير            | 112                    |
| 5                      | Nicola Conci ‏          | 21                     |
| 6                      | شاندرو ميوريس          | 35                     |
| 7                      | Timo Kielich ‏          | 102                    |

| Bora-Hansgrohe BOH | Bora-Hansgrohe BOH  | Bora-Hansgrohe BOH |
| ------------------ | ------------------- | ------------------ |
| م                  | عداء                | مرتبة              |
| 11                 | ماركو هالر          | 60                 |
| 12                 | سيرجيو هيغويتا      | 11                 |
| 13                 | جاي هيندلي          | 13                 |
| 14                 | يوناس كوخ           | 40                 |
| 15                 | Jordi Meeus ‏        | 117                |
| 16                 | Nils Politt ‏ (طريق) | 56                 |
| 17                 | Frederik Wandahl ‏   | 18                 |

| EF Education-EasyPost EFE | EF Education-EasyPost EFE     | EF Education-EasyPost EFE |
| ------------------------- | ----------------------------- | ------------------------- |
| م                         | عداء                          | مرتبة                     |
| 21                        | Stefan Bissegger ‏ (زمني فردي) | 87                        |
| 22                        | ماغنوس كورت نيلسن             | 9                         |
| 23                        | أوين دول                      | 58                        |
| 24                        | أودد كريستيان إيكينغ          | 26                        |
| 25                        | مرحاوي قدس (طريق)             | 22                        |
| 26                        | مارك بادون                    | 92                        |
| 27                        | Julius van den Berg ‏          | لم يبدأ-5                 |

| Groupama-FDJ GFC | Groupama-FDJ GFC | Groupama-FDJ GFC |
| ---------------- | ---------------- | ---------------- |
| م                | عداء             | مرتبة            |
| 31               | Lewis Askey ‏     | 79               |
| 32               | Paul Penhoët ‏    | 70               |
| 33               | ستيفان كونغ      | 5                |
| 34               | أوليفييه لو جاك  | 55               |
| 35               | فالنتين مادواس   | لم يبدأ-5        |
| 36               | مايلز سكوتسون    | 71               |
| 37               | جيك ستيوارت      | 69               |

| Ineos Grenadiers IGD | Ineos Grenadiers IGD    | Ineos Grenadiers IGD |
| -------------------- | ----------------------- | -------------------- |
| م                    | عداء                    | مرتبة                |
| 41                   | ثيمين أرينسمان          | 24                   |
| 42                   | جوناثان كاستروفيجو      | 25                   |
| 43                   | لورينز دي بلس           | 31                   |
| 44                   | فيليبو غانا (زمني فردي) | 2                    |
| 45                   | ميكال كوياتكووسكي       | 46                   |
| 46                   | دانييل مارتينيز         | 1                    |
| 47                   | توم بيدكوك              | 7                    |

| Intermarché-Circus-Wanty ICW | Intermarché-Circus-Wanty ICW | Intermarché-Circus-Wanty ICW |
| ---------------------------- | ---------------------------- | ---------------------------- |
| م                            | عداء                         | مرتبة                        |
| 51                           | روي كوستا                    | 10                           |
| 52                           | Dries De Pooter ‏             | لم يبدأ-5                    |
| 53                           | Kobe Goossens ‏               | 17                           |
| 54                           | Rune Herregodts ‏             | 27                           |
| 55                           | Madis Mihkels                | 86                           |
| 56                           | Roel van Sintmaartensdijk ‏   | 95                           |
| 57                           | مايك تيونسين                 | 51                           |

| Jumbo-Visma TJV | Jumbo-Visma TJV        | Jumbo-Visma TJV  |
| --------------- | ---------------------- | ---------------- |
| م               | عداء                   | مرتبة            |
| 62              | Tim van Dijke ‏         | 54               |
| 63              | توبياس فوس (زمني فردي) | 4                |
| 64              | Owen Geleijn ‏          | لم يبدأ-4        |
| 65              | Gijs Leemreize ‏        | لم يكمل السباق-1 |
| 66              | سام أومن               | لم يكمل السباق-4 |
| 67              | Milan Vader ‏           | 33               |

| Soudal Quick-Step SOQ | Soudal Quick-Step SOQ | Soudal Quick-Step SOQ |
| --------------------- | --------------------- | --------------------- |
| م                     | عداء                  | مرتبة                 |
| 71                    | كاسبر أصغرين          | 73                    |
| 72                    | ريمي كافانيا          | 14                    |
| 73                    | Tim Declercq ‏         | 89                    |
| 74                    | فابيو جاكوبسن (طريق)  | 115                   |
| 75                    | مايكل موركوف          | 97                    |
| 76                    | كاسبر بيدرسين         | 57                    |
| 77                    | Ilan Van Wilder ‏      | 3                     |

| Arkéa-Samsic ARK | Arkéa-Samsic ARK    | Arkéa-Samsic ARK |
| ---------------- | ------------------- | ---------------- |
| م                | عداء                | مرتبة            |
| 81               | وارن بارجويل        | 23               |
| 82               | ايلي جيسبرت         | 30               |
| 83               | Thibault Guernalec ‏ | 72               |
| 84               | Simon Guglielmi ‏    | 29               |
| 85               | هوغو هوفستيتر       | 66               |
| 86               | Łukasz Owsian ‏      | لم يكمل السباق-5 |
| 87               | Matis Louvel ‏       | 43               |

| Team DSM DSM | Team DSM DSM             | Team DSM DSM     |
| ------------ | ------------------------ | ---------------- |
| م            | عداء                     | مرتبة            |
| 91           | Pavel Bittner ‏           | 84               |
| 92           | جون ديجينكولب            | 75               |
| 93           | Nils Eekhoff ‏            | 103              |
| 94           | Jonas Iversby Hvideberg ‏ | لم يكمل السباق-2 |
| 95           | Oscar Onley ‏             | 12               |
| 96           | Casper van Uden ‏         | 114              |
| 97           | Kevin Vermaerke ‏         | 16               |

| Trek-Segafredo TFS | Trek-Segafredo TFS      | Trek-Segafredo TFS |
| ------------------ | ----------------------- | ------------------ |
| م                  | عداء                    | مرتبة              |
| 101                | فيليبو بارونسيني        | 62                 |
| 102                | توني قالوبا             | 36                 |
| 103                | باوك موليما (زمني فردي) | 8                  |
| 104                | Jacopo Mosca ‏           | 76                 |
| 105                | Natnael Tesfatsion ‏     | 28                 |
| 106                | إدوارد ثيونس            | 106                |
| 107                | Mathias Vacek ‏          | 61                 |

| UAE Team Emirates UAD | UAE Team Emirates UAD | UAE Team Emirates UAD |
| --------------------- | --------------------- | --------------------- |
| م                     | عداء                  | مرتبة                 |
| 111                   | جواو ألميدا (طريق)    | 6                     |
| 112                   | Finn Fisher-Black ‏    | 20                    |
| 113                   | مارك هيرشي            | لم يبدأ-2             |
| 114                   | إيفو أوليفيرا         | 52                    |
| 115                   | روي أوليفيرا          | 65                    |
| 116                   | ماتيو ترينتين         | 81                    |

| كاجا رورال-سيغوروس ‏ CJR | كاجا رورال-سيغوروس ‏ CJR | كاجا رورال-سيغوروس ‏ CJR |
| ----------------------- | ----------------------- | ----------------------- |
| م                       | عداء                    | مرتبة                   |
| 121                     | Sergio Martín ‏          | 48                      |
| 122                     | إدوارد براديس           | 45                      |
| 123                     | ميكال شليغل             | 83                      |
| 124                     | Daniel Babor ‏           | 122                     |
| 125                     | Jon Barrenetxea ‏        | 38                      |
| 126                     | Iúri Leitão ‏            | 123                     |
| 127                     | Yesid Pira ‏             | لم يبدأ-2               |

| Human Powered Health HPM | Human Powered Health HPM  | Human Powered Health HPM |
| ------------------------ | ------------------------- | ------------------------ |
| م                        | عداء                      | مرتبة                    |
| 131                      | Charles-Étienne Chrétien ‏ | 85                       |
| 132                      | Kristian Aasvold ‏         | 53                       |
| 133                      | تشاد هاغا                 | 104                      |
| 134                      | كيج هيشت                  | 107                      |
| 135                      | ماثيو جيبسون              | 121                      |
| 136                      | Gijs Van Hoecke ‏          | لم يبدأ-5                |
| 137                      | ساشا ويميس                | لم يبدأ-5                |

| سويس ريسينغ أكادمي ‏ TUD | سويس ريسينغ أكادمي ‏ TUD | سويس ريسينغ أكادمي ‏ TUD |
| ----------------------- | ----------------------- | ----------------------- |
| م                       | عداء                    | مرتبة                   |
| 141                     | توم بولي                | 108                     |
| 142                     | Aloïs Charrin ‏          | 77                      |
| 143                     | ألكسندر كامب (طريق)     | 93                      |
| 144                     | Petr Kelemen ‏           | لم يكمل السباق-5        |
| 145                     | Simon Pellaud ‏          | 44                      |
| 146                     | سيباستيان رايشنباخ      | 19                      |
| 147                     | جويل سوتير (زمني فردي)  | لم يبدأ-2               |

| أونو-إكس موبيليتي ‏ UXT | أونو-إكس موبيليتي ‏ UXT | أونو-إكس موبيليتي ‏ UXT |
| ---------------------- | ---------------------- | ---------------------- |
| م                      | عداء                   | مرتبة                  |
| 151                    | ألكسندر كريستوف        | 91                     |
| 152                    | راسموس تيلر (طريق)     | 74                     |
| 153                    | Søren Wærenskjold ‏     | لم يكمل السباق-5       |
| 154                    | أندرس سكارسيث          | 50                     |
| 155                    | توبياس هالاند يوهانسن  | لم يبدأ-3              |
| 156                    | Anthon Charmig ‏        | 15                     |
| 157                    | Erik Resell ‏           | 68                     |

| أنترت فيرينسي ‏ CDF | أنترت فيرينسي ‏ CDF | أنترت فيرينسي ‏ CDF |
| ------------------ | ------------------ | ------------------ |
| م                  | عداء               | مرتبة              |
| 161                | Barry Miller ‏      | لم يبدأ-2          |
| 162                | Ivo Pinheiro‏       | 90                 |
| 163                | سانتياغو ميسا ‏     | 127                |
| 164                | Afonso Eulálio ‏    | 105                |
| 165                | Fábio Oliveira‏     | 116                |
| 166                | Francisco Moreira‏  | 130                |
| 167                | بيدرو اندرادي ‏     | 131                |

| AP Hotels & Resorts–Tavira–SC Farense ‏ ATF | AP Hotels & Resorts–Tavira–SC Farense ‏ ATF | AP Hotels & Resorts–Tavira–SC Farense ‏ ATF |
| ------------------------------------------ | ------------------------------------------ | ------------------------------------------ |
| م                                          | عداء                                       | مرتبة                                      |
| 171                                        | Rúben Simão‏                                | 96                                         |
| 172                                        | Diogo Barbosa ‏                             | 124                                        |
| 173                                        | صموئيل بلانكو ‏                             | 113                                        |
| 174                                        | Rafael Lourenço ‏                           | 94                                         |
| 175                                        | Valter Pereira‏                             | OTL-5                                      |
| 176                                        | Venceslau Fernandes ‏                       | 118                                        |
| 177                                        | كارلوس سالغيرو ‏                            | لم يكمل السباق-4                           |

| Louletano Desportos Clube (cycling) ‏ AVL | Louletano Desportos Clube (cycling) ‏ AVL | Louletano Desportos Clube (cycling) ‏ AVL |
| ---------------------------------------- | ---------------------------------------- | ---------------------------------------- |
| م                                        | عداء                                     | مرتبة                                    |
| 181                                      | Nuno Meireles ‏                           | OTL-5                                    |
| 182                                      | Daniel Viegas ‏                           | OTL-5                                    |
| 183                                      | جيسوس ديل بينو ‏                          | 109                                      |
| 184                                      | Tomás Contte ‏                            | 119                                      |
| 185                                      | Carlos Oyarzún ‏                          | 64                                       |
| 186                                      | César Martingil ‏                         | 133                                      |
| 187                                      | Nahuel D'Aquila ‏                         | لم يكمل السباق-1                         |

| Credibom–LA Alumínios–Marcos Car ‏ LAA | Credibom–LA Alumínios–Marcos Car ‏ LAA | Credibom–LA Alumínios–Marcos Car ‏ LAA |
| ------------------------------------- | ------------------------------------- | ------------------------------------- |
| م                                     | عداء                                  | مرتبة                                 |
| 191                                   | أندريه راماليو‏                        | لم يبدأ-2                             |
| 192                                   | Gonçalo Leaça ‏                        | 125                                   |
| 193                                   | Rodrigo Caixas ‏                       | 100                                   |
| 194                                   | João Macedo‏                           | OTL-5                                 |
| 195                                   | Diogo Narciso ‏                        | 126                                   |
| 196                                   | Daniel Dias ‏                          | لم يبدأ-3                             |
| 197                                   | João Medeiros ‏                        | 99                                    |

| إيفابيل سيلينج ‏ EFL | إيفابيل سيلينج ‏ EFL  | إيفابيل سيلينج ‏ EFL |
| ------------------- | -------------------- | ------------------- |
| م                   | عداء                 | مرتبة               |
| 201                 | جواكيم سيلفا ‏        | 32                  |
| 202                 | Tiago Antunes ‏       | 47                  |
| 203                 | هنريكي هيكتور        | 41                  |
| 204                 | Emanuel Duarte ‏      | 67                  |
| 205                 | Gaspar Gonçalves ‏    | لم يكمل السباق-4    |
| 206                 | Aleksandr Grigoriev ‏ | لم يبدأ-5           |
| 207                 | رافاييل سيلفا ‏       | 80                  |

| Sabgal–Anicolor ‏ GCT | Sabgal–Anicolor ‏ GCT    | Sabgal–Anicolor ‏ GCT |
| -------------------- | ----------------------- | -------------------- |
| م                    | عداء                    | مرتبة                |
| 211                  | فريدريكو فيغيريدو       | لم يبدأ-2            |
| 212                  | سيرجيو غارسيا غونزاليس ‏ | 59                   |
| 213                  | Pedro Silva‏             | 101                  |
| 214                  | فابيو كوستا ‏            | 134                  |
| 215                  | لويس مندونسا            | لم يكمل السباق-2     |
| 216                  | Artem Nych ‏             | 37                   |
| 217                  | ماوريسيو موريرا         | لم يكمل السباق-3     |

| كيلي - سيمولدز يو دي أو ‏ KSU | كيلي - سيمولدز يو دي أو ‏ KSU | كيلي - سيمولدز يو دي أو ‏ KSU |
| ---------------------------- | ---------------------------- | ---------------------------- |
| م                            | عداء                         | مرتبة                        |
| 221                          | لويس غوميش                   | 39                           |
| 222                          | Afonso Silva ‏                | 78                           |
| 223                          | Adrián Bustamante ‏           | 34                           |
| 224                          | António Ferreira‏             | 135                          |
| 225                          | Hélder Gonçalves‏             | 98                           |
| 226                          | خوسيه سوزا‏                   | 110                          |
| 227                          | Noah Campos‏                  | 132                          |

| Rádio Popular–Paredes–Boavista ‏ RPB | Rádio Popular–Paredes–Boavista ‏ RPB | Rádio Popular–Paredes–Boavista ‏ RPB |
| ----------------------------------- | ----------------------------------- | ----------------------------------- |
| م                                   | عداء                                | مرتبة                               |
| 231                                 | César Fonte ‏                        | 63                                  |
| 232                                 | لويس فيليبي فيرنانديز ‏              | 111                                 |
| 233                                 | Hugo Nunes ‏                         | 88                                  |
| 234                                 | Guillermo García Janeiro ‏           | OTL-5                               |
| 235                                 | Vicente Hernaiz ‏                    | OTL-5                               |
| 236                                 | Tiago Leal ‏                         | لم يبدأ-3                           |
| 237                                 | Pedro Miguel Lopes ‏                 | لم يكمل السباق-4                    |

| Tavfer–Ovos Matinados–Mortágua ‏ TAV | Tavfer–Ovos Matinados–Mortágua ‏ TAV | Tavfer–Ovos Matinados–Mortágua ‏ TAV |
| ----------------------------------- | ----------------------------------- | ----------------------------------- |
| م                                   | عداء                                | مرتبة                               |
| 241                                 | Gonçalo Carvalho ‏                   | OTL-5                               |
| 242                                 | António Barbio ‏                     | لم يكمل السباق-4                    |
| 243                                 | Gonçalo Amado ‏                      | 128                                 |
| 244                                 | جواو ماتياس                         | لم يبدأ-4                           |
| 245                                 | Leangel Linarez ‏                    | 120                                 |
| 246                                 | Francisco Morais‏                    | 129                                 |
| 247                                 | Nicolás Sáenz ‏                      | OTL-5                               |

| Alpecin-Deceuninck ADC | Alpecin-Deceuninck ADC | Alpecin-Deceuninck ADC |
| ---------------------- | ---------------------- | ---------------------- |
| م                      | عداء                   | مرتبة                  |
| 1                      | كوينتن هيرمانز         | 42                     |
| 2                      | جيمي يانسون            | 82                     |
| 3                      | كريستيان سباراغلي      | 49                     |
| 4                      | توبياس باير            | 112                    |
| 5                      | Nicola Conci ‏          | 21                     |
| 6                      | شاندرو ميوريس          | 35                     |
| 7                      | Timo Kielich ‏          | 102                    |

| Bora-Hansgrohe BOH | Bora-Hansgrohe BOH  | Bora-Hansgrohe BOH |
| ------------------ | ------------------- | ------------------ |
| م                  | عداء                | مرتبة              |
| 11                 | ماركو هالر          | 60                 |
| 12                 | سيرجيو هيغويتا      | 11                 |
| 13                 | جاي هيندلي          | 13                 |
| 14                 | يوناس كوخ           | 40                 |
| 15                 | Jordi Meeus ‏        | 117                |
| 16                 | Nils Politt ‏ (طريق) | 56                 |
| 17                 | Frederik Wandahl ‏   | 18                 |

| EF Education-EasyPost EFE | EF Education-EasyPost EFE     | EF Education-EasyPost EFE |
| ------------------------- | ----------------------------- | ------------------------- |
| م                         | عداء                          | مرتبة                     |
| 21                        | Stefan Bissegger ‏ (زمني فردي) | 87                        |
| 22                        | ماغنوس كورت نيلسن             | 9                         |
| 23                        | أوين دول                      | 58                        |
| 24                        | أودد كريستيان إيكينغ          | 26                        |
| 25                        | مرحاوي قدس (طريق)             | 22                        |
| 26                        | مارك بادون                    | 92                        |
| 27                        | Julius van den Berg ‏          | لم يبدأ-5                 |

| Groupama-FDJ GFC | Groupama-FDJ GFC | Groupama-FDJ GFC |
| ---------------- | ---------------- | ---------------- |
| م                | عداء             | مرتبة            |
| 31               | Lewis Askey ‏     | 79               |
| 32               | Paul Penhoët ‏    | 70               |
| 33               | ستيفان كونغ      | 5                |
| 34               | أوليفييه لو جاك  | 55               |
| 35               | فالنتين مادواس   | لم يبدأ-5        |
| 36               | مايلز سكوتسون    | 71               |
| 37               | جيك ستيوارت      | 69               |

| Ineos Grenadiers IGD | Ineos Grenadiers IGD    | Ineos Grenadiers IGD |
| -------------------- | ----------------------- | -------------------- |
| م                    | عداء                    | مرتبة                |
| 41                   | ثيمين أرينسمان          | 24                   |
| 42                   | جوناثان كاستروفيجو      | 25                   |
| 43                   | لورينز دي بلس           | 31                   |
| 44                   | فيليبو غانا (زمني فردي) | 2                    |
| 45                   | ميكال كوياتكووسكي       | 46                   |
| 46                   | دانييل مارتينيز         | 1                    |
| 47                   | توم بيدكوك              | 7                    |

| Intermarché-Circus-Wanty ICW | Intermarché-Circus-Wanty ICW | Intermarché-Circus-Wanty ICW |
| ---------------------------- | ---------------------------- | ---------------------------- |
| م                            | عداء                         | مرتبة                        |
| 51                           | روي كوستا                    | 10                           |
| 52                           | Dries De Pooter ‏             | لم يبدأ-5                    |
| 53                           | Kobe Goossens ‏               | 17                           |
| 54                           | Rune Herregodts ‏             | 27                           |
| 55                           | Madis Mihkels                | 86                           |
| 56                           | Roel van Sintmaartensdijk ‏   | 95                           |
| 57                           | مايك تيونسين                 | 51                           |

| Jumbo-Visma TJV | Jumbo-Visma TJV        | Jumbo-Visma TJV  |
| --------------- | ---------------------- | ---------------- |
| م               | عداء                   | مرتبة            |
| 62              | Tim van Dijke ‏         | 54               |
| 63              | توبياس فوس (زمني فردي) | 4                |
| 64              | Owen Geleijn ‏          | لم يبدأ-4        |
| 65              | Gijs Leemreize ‏        | لم يكمل السباق-1 |
| 66              | سام أومن               | لم يكمل السباق-4 |
| 67              | Milan Vader ‏           | 33               |

| Soudal Quick-Step SOQ | Soudal Quick-Step SOQ | Soudal Quick-Step SOQ |
| --------------------- | --------------------- | --------------------- |
| م                     | عداء                  | مرتبة                 |
| 71                    | كاسبر أصغرين          | 73                    |
| 72                    | ريمي كافانيا          | 14                    |
| 73                    | Tim Declercq ‏         | 89                    |
| 74                    | فابيو جاكوبسن (طريق)  | 115                   |
| 75                    | مايكل موركوف          | 97                    |
| 76                    | كاسبر بيدرسين         | 57                    |
| 77                    | Ilan Van Wilder ‏      | 3                     |

| Arkéa-Samsic ARK | Arkéa-Samsic ARK    | Arkéa-Samsic ARK |
| ---------------- | ------------------- | ---------------- |
| م                | عداء                | مرتبة            |
| 81               | وارن بارجويل        | 23               |
| 82               | ايلي جيسبرت         | 30               |
| 83               | Thibault Guernalec ‏ | 72               |
| 84               | Simon Guglielmi ‏    | 29               |
| 85               | هوغو هوفستيتر       | 66               |
| 86               | Łukasz Owsian ‏      | لم يكمل السباق-5 |
| 87               | Matis Louvel ‏       | 43               |

| Team DSM DSM | Team DSM DSM             | Team DSM DSM     |
| ------------ | ------------------------ | ---------------- |
| م            | عداء                     | مرتبة            |
| 91           | Pavel Bittner ‏           | 84               |
| 92           | جون ديجينكولب            | 75               |
| 93           | Nils Eekhoff ‏            | 103              |
| 94           | Jonas Iversby Hvideberg ‏ | لم يكمل السباق-2 |
| 95           | Oscar Onley ‏             | 12               |
| 96           | Casper van Uden ‏         | 114              |
| 97           | Kevin Vermaerke ‏         | 16               |

| Trek-Segafredo TFS | Trek-Segafredo TFS      | Trek-Segafredo TFS |
| ------------------ | ----------------------- | ------------------ |
| م                  | عداء                    | مرتبة              |
| 101                | فيليبو بارونسيني        | 62                 |
| 102                | توني قالوبا             | 36                 |
| 103                | باوك موليما (زمني فردي) | 8                  |
| 104                | Jacopo Mosca ‏           | 76                 |
| 105                | Natnael Tesfatsion ‏     | 28                 |
| 106                | إدوارد ثيونس            | 106                |
| 107                | Mathias Vacek ‏          | 61                 |

| UAE Team Emirates UAD | UAE Team Emirates UAD | UAE Team Emirates UAD |
| --------------------- | --------------------- | --------------------- |
| م                     | عداء                  | مرتبة                 |
| 111                   | جواو ألميدا (طريق)    | 6                     |
| 112                   | Finn Fisher-Black ‏    | 20                    |
| 113                   | مارك هيرشي            | لم يبدأ-2             |
| 114                   | إيفو أوليفيرا         | 52                    |
| 115                   | روي أوليفيرا          | 65                    |
| 116                   | ماتيو ترينتين         | 81                    |

| كاجا رورال-سيغوروس ‏ CJR | كاجا رورال-سيغوروس ‏ CJR | كاجا رورال-سيغوروس ‏ CJR |
| ----------------------- | ----------------------- | ----------------------- |
| م                       | عداء                    | مرتبة                   |
| 121                     | Sergio Martín ‏          | 48                      |
| 122                     | إدوارد براديس           | 45                      |
| 123                     | ميكال شليغل             | 83                      |
| 124                     | Daniel Babor ‏           | 122                     |
| 125                     | Jon Barrenetxea ‏        | 38                      |
| 126                     | Iúri Leitão ‏            | 123                     |
| 127                     | Yesid Pira ‏             | لم يبدأ-2               |

| Human Powered Health HPM | Human Powered Health HPM  | Human Powered Health HPM |
| ------------------------ | ------------------------- | ------------------------ |
| م                        | عداء                      | مرتبة                    |
| 131                      | Charles-Étienne Chrétien ‏ | 85                       |
| 132                      | Kristian Aasvold ‏         | 53                       |
| 133                      | تشاد هاغا                 | 104                      |
| 134                      | كيج هيشت                  | 107                      |
| 135                      | ماثيو جيبسون              | 121                      |
| 136                      | Gijs Van Hoecke ‏          | لم يبدأ-5                |
| 137                      | ساشا ويميس                | لم يبدأ-5                |

| سويس ريسينغ أكادمي ‏ TUD | سويس ريسينغ أكادمي ‏ TUD | سويس ريسينغ أكادمي ‏ TUD |
| ----------------------- | ----------------------- | ----------------------- |
| م                       | عداء                    | مرتبة                   |
| 141                     | توم بولي                | 108                     |
| 142                     | Aloïs Charrin ‏          | 77                      |
| 143                     | ألكسندر كامب (طريق)     | 93                      |
| 144                     | Petr Kelemen ‏           | لم يكمل السباق-5        |
| 145                     | Simon Pellaud ‏          | 44                      |
| 146                     | سيباستيان رايشنباخ      | 19                      |
| 147                     | جويل سوتير (زمني فردي)  | لم يبدأ-2               |

| أونو-إكس موبيليتي ‏ UXT | أونو-إكس موبيليتي ‏ UXT | أونو-إكس موبيليتي ‏ UXT |
| ---------------------- | ---------------------- | ---------------------- |
| م                      | عداء                   | مرتبة                  |
| 151                    | ألكسندر كريستوف        | 91                     |
| 152                    | راسموس تيلر (طريق)     | 74                     |
| 153                    | Søren Wærenskjold ‏     | لم يكمل السباق-5       |
| 154                    | أندرس سكارسيث          | 50                     |
| 155                    | توبياس هالاند يوهانسن  | لم يبدأ-3              |
| 156                    | Anthon Charmig ‏        | 15                     |
| 157                    | Erik Resell ‏           | 68                     |

| أنترت فيرينسي ‏ CDF | أنترت فيرينسي ‏ CDF | أنترت فيرينسي ‏ CDF |
| ------------------ | ------------------ | ------------------ |
| م                  | عداء               | مرتبة              |
| 161                | Barry Miller ‏      | لم يبدأ-2          |
| 162                | Ivo Pinheiro‏       | 90                 |
| 163                | سانتياغو ميسا ‏     | 127                |
| 164                | Afonso Eulálio ‏    | 105                |
| 165                | Fábio Oliveira‏     | 116                |
| 166                | Francisco Moreira‏  | 130                |
| 167                | بيدرو اندرادي ‏     | 131                |

| AP Hotels & Resorts–Tavira–SC Farense ‏ ATF | AP Hotels & Resorts–Tavira–SC Farense ‏ ATF | AP Hotels & Resorts–Tavira–SC Farense ‏ ATF |
| ------------------------------------------ | ------------------------------------------ | ------------------------------------------ |
| م                                          | عداء                                       | مرتبة                                      |
| 171                                        | Rúben Simão‏                                | 96                                         |
| 172                                        | Diogo Barbosa ‏                             | 124                                        |
| 173                                        | صموئيل بلانكو ‏                             | 113                                        |
| 174                                        | Rafael Lourenço ‏                           | 94                                         |
| 175                                        | Valter Pereira‏                             | OTL-5                                      |
| 176                                        | Venceslau Fernandes ‏                       | 118                                        |
| 177                                        | كارلوس سالغيرو ‏                            | لم يكمل السباق-4                           |

| Louletano Desportos Clube (cycling) ‏ AVL | Louletano Desportos Clube (cycling) ‏ AVL | Louletano Desportos Clube (cycling) ‏ AVL |
| ---------------------------------------- | ---------------------------------------- | ---------------------------------------- |
| م                                        | عداء                                     | مرتبة                                    |
| 181                                      | Nuno Meireles ‏                           | OTL-5                                    |
| 182                                      | Daniel Viegas ‏                           | OTL-5                                    |
| 183                                      | جيسوس ديل بينو ‏                          | 109                                      |
| 184                                      | Tomás Contte ‏                            | 119                                      |
| 185                                      | Carlos Oyarzún ‏                          | 64                                       |
| 186                                      | César Martingil ‏                         | 133                                      |
| 187                                      | Nahuel D'Aquila ‏                         | لم يكمل السباق-1                         |

| Credibom–LA Alumínios–Marcos Car ‏ LAA | Credibom–LA Alumínios–Marcos Car ‏ LAA | Credibom–LA Alumínios–Marcos Car ‏ LAA |
| ------------------------------------- | ------------------------------------- | ------------------------------------- |
| م                                     | عداء                                  | مرتبة                                 |
| 191                                   | أندريه راماليو‏                        | لم يبدأ-2                             |
| 192                                   | Gonçalo Leaça ‏                        | 125                                   |
| 193                                   | Rodrigo Caixas ‏                       | 100                                   |
| 194                                   | João Macedo‏                           | OTL-5                                 |
| 195                                   | Diogo Narciso ‏                        | 126                                   |
| 196                                   | Daniel Dias ‏                          | لم يبدأ-3                             |
| 197                                   | João Medeiros ‏                        | 99                                    |

| إيفابيل سيلينج ‏ EFL | إيفابيل سيلينج ‏ EFL  | إيفابيل سيلينج ‏ EFL |
| ------------------- | -------------------- | ------------------- |
| م                   | عداء                 | مرتبة               |
| 201                 | جواكيم سيلفا ‏        | 32                  |
| 202                 | Tiago Antunes ‏       | 47                  |
| 203                 | هنريكي هيكتور        | 41                  |
| 204                 | Emanuel Duarte ‏      | 67                  |
| 205                 | Gaspar Gonçalves ‏    | لم يكمل السباق-4    |
| 206                 | Aleksandr Grigoriev ‏ | لم يبدأ-5           |
| 207                 | رافاييل سيلفا ‏       | 80                  |

| Sabgal–Anicolor ‏ GCT | Sabgal–Anicolor ‏ GCT    | Sabgal–Anicolor ‏ GCT |
| -------------------- | ----------------------- | -------------------- |
| م                    | عداء                    | مرتبة                |
| 211                  | فريدريكو فيغيريدو       | لم يبدأ-2            |
| 212                  | سيرجيو غارسيا غونزاليس ‏ | 59                   |
| 213                  | Pedro Silva‏             | 101                  |
| 214                  | فابيو كوستا ‏            | 134                  |
| 215                  | لويس مندونسا            | لم يكمل السباق-2     |
| 216                  | Artem Nych ‏             | 37                   |
| 217                  | ماوريسيو موريرا         | لم يكمل السباق-3     |

| كيلي - سيمولدز يو دي أو ‏ KSU | كيلي - سيمولدز يو دي أو ‏ KSU | كيلي - سيمولدز يو دي أو ‏ KSU |
| ---------------------------- | ---------------------------- | ---------------------------- |
| م                            | عداء                         | مرتبة                        |
| 221                          | لويس غوميش                   | 39                           |
| 222                          | Afonso Silva ‏                | 78                           |
| 223                          | Adrián Bustamante ‏           | 34                           |
| 224                          | António Ferreira‏             | 135                          |
| 225                          | Hélder Gonçalves‏             | 98                           |
| 226                          | خوسيه سوزا‏                   | 110                          |
| 227                          | Noah Campos‏                  | 132                          |

| Rádio Popular–Paredes–Boavista ‏ RPB | Rádio Popular–Paredes–Boavista ‏ RPB | Rádio Popular–Paredes–Boavista ‏ RPB |
| ----------------------------------- | ----------------------------------- | ----------------------------------- |
| م                                   | عداء                                | مرتبة                               |
| 231                                 | César Fonte ‏                        | 63                                  |
| 232                                 | لويس فيليبي فيرنانديز ‏              | 111                                 |
| 233                                 | Hugo Nunes ‏                         | 88                                  |
| 234                                 | Guillermo García Janeiro ‏           | OTL-5                               |
| 235                                 | Vicente Hernaiz ‏                    | OTL-5                               |
| 236                                 | Tiago Leal ‏                         | لم يبدأ-3                           |
| 237                                 | Pedro Miguel Lopes ‏                 | لم يكمل السباق-4                    |

| Tavfer–Ovos Matinados–Mortágua ‏ TAV | Tavfer–Ovos Matinados–Mortágua ‏ TAV | Tavfer–Ovos Matinados–Mortágua ‏ TAV |
| ----------------------------------- | ----------------------------------- | ----------------------------------- |
| م                                   | عداء                                | مرتبة                               |
| 241                                 | Gonçalo Carvalho ‏                   | OTL-5                               |
| 242                                 | António Barbio ‏                     | لم يكمل السباق-4                    |
| 243                                 | Gonçalo Amado ‏                      | 128                                 |
| 244                                 | جواو ماتياس                         | لم يبدأ-4                           |
| 245                                 | Leangel Linarez ‏                    | 120                                 |
| 246                                 | Francisco Morais‏                    | 129                                 |
| 247                                 | Nicolás Sáenz ‏                      | OTL-5                               |

## التصنيف العام النهائي
| التصنيف العام         | التصنيف العام     | التصنيف العام            | التصنيف العام  | التصنيف العام |
| العداء                | العداء            | الفريق                   | الوقت          |               |
| --------------------- | ----------------- | ------------------------ | -------------- | ------------- |
| 1                     | دانييل مارتينيز   | Ineos Grenadiers         | 20 س 00 د 26 ث |               |
| 2                     | فيليبو غانا       | Ineos Grenadiers         | + 2 ث          |               |
| 3                     | Ilan Van Wilder ‏  | Soudal Quick-Step        | + 15 ث         |               |
| 4                     | توبياس فوس        | جومبو-فيسما              | + 22 ث         |               |
| 5                     | ستيفان كونغ       | Groupama-FDJ             | + 26 ث         |               |
| 6                     | João Almeida      | فريق الإمارات            | + 40 ث         |               |
| 7                     | توم بيدكوك        | Ineos Grenadiers         | + 48 ث         |               |
| 8                     | باوك موليما       | تريك سيغافريدو           | + 49 ث         |               |
| 9                     | ماغنوس كورت نيلسن | EF Education-EasyPost    | + 55 ث         |               |
| 10                    | روي كوستا         | Intermarché-Circus-Wanty | + 1 د 06 ث     |               |
|                       |                   |                          |                |               |
| مصدر: ProCyclingStats |                   |                          |                |               |

### تصنيف النقاط
| تصنيف النقاط          | تصنيف النقاط      | تصنيف النقاط              | تصنيف النقاط | تصنيف النقاط |
| العداء                | العداء            | الفريق                    | النقاط       |              |
| --------------------- | ----------------- | ------------------------- | ------------ | ------------ |
| 1                     | ماغنوس كورت نيلسن | EF Education-EasyPost     | 46 نقطة      |              |
| 2                     | Jordi Meeus ‏      | بورا هانسغروه             | 36 نقطة      |              |
| 3                     | ألكسندر كريستوف   | أونو اكس برو سايكلنج تيم ‏ | 25 نقطة      |              |
| 4                     | Ilan Van Wilder ‏  | Soudal Quick-Step         | 22 نقطة      |              |
| 5                     | فيليبو غانا       | Ineos Grenadiers          | 21 نقطة      |              |
| 6                     | Paul Penhoët ‏     | Groupama-FDJ              | 21 نقطة      |              |
| 7                     | روي كوستا         | Intermarché-Circus-Wanty  | 20 نقطة      |              |
| 8                     | توم بيدكوك        | Ineos Grenadiers          | 14 نقطة      |              |
| 9                     | فابيو جاكوبسن     | Soudal Quick-Step         | 13 نقطة      |              |
| 10                    | João Almeida      | فريق الإمارات             | 12 نقطة      |              |
|                       |                   |                           |              |              |
| مصدر: ProCyclingStats |                   |                           |              |              |

### تصنيف الجبال
| تصنيف الجبال          | تصنيف الجبال      | تصنيف الجبال                           | تصنيف الجبال | تصنيف الجبال |
| العداء                | العداء            | الفريق                                 | النقاط       |              |
| --------------------- | ----------------- | -------------------------------------- | ------------ | ------------ |
| 1                     | كاسبر أصغرين      | Soudal Quick-Step                      | 18 نقطة      |              |
| 2                     | Ilan Van Wilder ‏  | Soudal Quick-Step                      | 13 نقطة      |              |
| 3                     | António Ferreira ‏ | كيلي - سيمولدز يو دي أو ‏               | 12 نقطة      |              |
| 4                     | Rafael Lourenço ‏  | AP Hotels & Resorts–Tavira–SC Farense ‏ | 11 نقطة      |              |
| 5                     | ماغنوس كورت نيلسن | EF Education-EasyPost                  | 10 نقطة      |              |
| 6                     | توم بيدكوك        | Ineos Grenadiers                       | 6 نقطة       |              |
| 7                     | Kobe Goossens ‏    | Intermarché-Circus-Wanty               | 6 نقطة       |              |
| 8                     | روي كوستا         | Intermarché-Circus-Wanty               | 6 نقطة       |              |
| 9                     | Mathias Vacek ‏    | تريك سيغافريدو                         | 6 نقطة       |              |
| 10                    | João Almeida      | فريق الإمارات                          | 4 نقطة       |              |
|                       |                   |                                        |              |              |
| مصدر: ProCyclingStats |                   |                                        |              |              |

## تصنيف الفرق

### الفرق حسب الوقت
| تصنيف الفرق حسب الوقت | تصنيف الفرق حسب الوقت    | تصنيف الفرق حسب الوقت | تصنيف الفرق حسب الوقت |
| الفريق                | الفريق                   | الوقت                 |                       |
| --------------------- | ------------------------ | --------------------- | --------------------- |
| 1                     | Ineos Grenadiers         | 60 س 01 د 34 ث        |                       |
| 2                     | بورا هانسغروه            | + 4 د 31 ث            |                       |
| 3                     | Intermarché-Circus-Wanty | + 8 د 54 ث            |                       |
| 4                     | EF Education-EasyPost    | + 9 د 24 ث            |                       |
| 5                     | تريك سيغافريدو           | + 12 د 49 ث           |                       |
| 6                     | اركيا سامسيك             | + 12 د 50 ث           |                       |
| 7                     | Soudal Quick-Step        | + 17 د 01 ث           |                       |
| 8                     | Alpecin-Deceuninck       | + 18 د 29 ث           |                       |
| 9                     | Groupama-FDJ             | + 21 د 40 ث           |                       |
| 10                    | فريق الإمارات            | + 25 د 06 ث           |                       |
|                       |                          |                       |                       |
| مصدر: ProCyclingStats |                          |                       |                       |

## تصانيف فرعية

### تصنيف أفضل شاب
| تصنيف أفضل شاب        | تصنيف أفضل شاب             | تصنيف أفضل شاب           | تصنيف أفضل شاب | تصنيف أفضل شاب |
| العداء                | العداء                     | الفريق                   | الوقت          |                |
| --------------------- | -------------------------- | ------------------------ | -------------- | -------------- |
| 1                     | Oscar Onley ‏               | Team DSM                 | 20 س 01 د 50 ث |                |
| 2                     | Frederik Wandahl ‏          | بورا هانسغروه            | + 1 د 17 ث     |                |
| 3                     | Finn Fisher-Black ‏         | فريق الإمارات            | + 1 د 44 ث     |                |
| 4                     | Mathias Vacek ‏             | تريك سيغافريدو           | + 23 د 50 ث    |                |
| 5                     | Paul Penhoët ‏              | Groupama-FDJ             | + 28 د 54 ث    |                |
| 6                     | Lewis Askey ‏               | Groupama-FDJ             | + 32 د 06 ث    |                |
| 7                     | Pavel Bittner ‏             | Team DSM                 | + 35 د 00 ث    |                |
| 8                     | ماديس ميكلس                | Intermarché-Circus-Wanty | + 36 د 29 ث    |                |
| 9                     | Roel van Sintmaartensdijk ‏ | Wanty–Nippo–ReUz ‏        | + 40 د 53 ث    |                |
| 10                    | Pedro Silva ‏               | Sabgal–Anicolor ‏         | + 45 د 22 ث    |                |
|                       |                            |                          |                |                |
| مصدر: ProCyclingStats |                            |                          |                |                |

## وصلات خارجية
- الموقع الرسمي
- لمحة عن سباق فولتا الغارف 2023 على موقع  ProCyclingStats   (برو  سايكلنج  ستاتس) - إحصاءات  محترفي  الدراجات.
- فولتا الغارف 2023 على موقع إحصائيات الدراجات الإحترافية (الإنجليزية)